# 明石家さんまの転職DE天職
『明石家さんまの転職DE天職』（あかしやさんまのてんしょくでてんしょく）は、日本テレビ系列で2013年から2020年まで年1回程度放送されていた特別番組（ドキュメンタリーバラエティ番組）。司会を務める明石家さんまの冠番組。

## 概要
テーマ毎に、ある職業から別の職業に転職をした人をVTRで紹介。前の職業から比べて今の年収の増減を聞き、VTRに出た人の何人かがスタジオに登場する。番組の最後には、司会の明石家さんまが自身の持ち歌を披露するのがお決まりとなっている。

## 出演者

### 司会
- 明石家さんま

## ゲスト
第1回
- 阿部祐二
- 伊集院光
- 甲斐よしひろ
- 岸博幸
- 黒田真行
- 平愛梨
- 田中要次
- 千原ジュニア（千原兄弟）
- パンサー
- 八代亜紀
- 山岸舞彩
- 山村紅葉

第2回
- 相武紗季
- 足立梨花
- 伊集院光
- 岸博幸
- 小林麻耶
- 陣内貴美子
- 竹中直人
- 西川史子
- パンサー
- ヒロミ（B21スペシャル）

第3回
- 伊集院光
- 大久保佳代子（オアシズ）
- 片岡愛之助
- 岸博幸
- 劇団ひとり
- 小島瑠璃子
- 齋藤孝
- 志尊淳
- 住吉美紀
- 高見沢俊彦

第4回
- ヒロミ（B21スペシャル）
- 西川史子
- 白石麻衣（当時乃木坂46）
- 生駒里奈（当時乃木坂46）
- ピース
- 光浦靖子（オアシズ）
- 伊集院光
- 岸博幸
- 西川俊介

第5回
- 岡崎体育
- 川田裕美
- 長濱ねる（当時欅坂46）[1]
- 長谷川穂積
- 平手友梨奈（当時欅坂46）[1]
- ヒロミ
- 蓬莱大介
- 湯山玲子
- 渡部建（アンジャッシュ）

第6回
- 原晋
- 菅田将暉
- 生駒里奈（当時乃木坂46）
- 齋藤飛鳥（乃木坂46）
- 後藤輝基（フットボールアワー）
- ハリセンボン
- ブルゾンちえみ
- 渡部建（アンジャッシュ）

第7回
- 松坂桃李
- 立川志らく
- 原晋
- 長濱ねる（当時欅坂46）
- 今泉佑唯（当時欅坂46）
- HIKAKIN
- 渡部建（アンジャッシュ）
- ブルゾンちえみ
- ひょっこりはん
- 落合福嗣

第8回
- 今田美桜
- 北山宏光（Kis-My-Ft2）
- 玉森裕太（Kis-My-Ft2）
- 立川志らく
- 又吉直樹（ピース）
- 松本薫
- みやぞん（当時ANZEN漫才）
- 夢屋まさる
- 渡部建（アンジャッシュ）

第9回
- 菅田将暉（リモート出演）
- 渡部建（アンジャッシュ）

## VTR出演
- ほいけんた（再現VTRでのさんま役）

## 放送日時
| 回数  | 放送日時       | 曜日   | 放送時間      | 備考     |
| ----- | -------------- | ------ | ------------- | -------- |
| 第1回 | 2013年9月16日  | 月曜日 | 19:00 - 21:54 |          |
| 第2回 | 2014年4月21日  | 月曜日 | 19:00 - 21:54 |          |
| 第3回 | 2014年9月15日  | 月曜日 | 21:00 - 22:54 |          |
| 第4回 | 2015年5月3日   | 日曜日 | 19:00 - 21:54 | [ 注 1 ] |
| 第5回 | 2016年10月10日 | 月曜日 | 19:56 - 22:54 | [ 注 2 ] |
| 第6回 | 2017年4月30日  | 日曜日 | 19:00 - 21:54 | [ 注 1 ] |
| 第7回 | 2018年4月29日  | 日曜日 | 19:00 - 21:54 | [ 注 1 ] |
| 第8回 | 2019年4月28日  | 日曜日 | 19:00 - 21:54 | [ 注 1 ] |
| 第9回 | 2020年4月26日  | 日曜日 | 19:00 - 21:54 | [ 注 1 ] |

- 第4回および第6回以降は日曜日の19時台〜21時台の通常番組を休止した上での3時間枠の代替単発特別番組として放送されている。

## 主なスタッフ
第9回時点
- 企画・総合演出：髙橋利之
- コンセプト：桜井慎一（第6回〜はコンセプトのみ、第5回までは構成兼務）
- 構成：石原健次（第6,7,9回、第1回は構成・コンセプト、第2,3回は離脱、第4,5回は作家）
- TM：小椋敏宏（第5回〜）
- SW：鎌倉和由
- CAM：星勇次（第9回）
- MIX：寺田恭子（第9回）
- VE：片山雄斗（第9回）
- 照明：加藤恵介（第9回）
- 美術プロデューサー：上條宏美
- デザイン：波多野真理
- 大道具：大川啓介
- 技術協力：日テレ・テクニカル・リソーシズ、ジャパンテレビ
- 美術協力：日テレアート
- 写真提供(第9回)：アフロ（第9回）
- 編集：澤田直樹（第5,7回〜、スタジオヴェルト）、坪ノ内知良（第9回）
- MA：佐渡吉志広（第1,9回）
- 音効：加藤つよし
- リサーチ：羽柴千晶、高木洋志（高木→第1〜3,5,8回〜）、齋藤譲（齋藤→第6,8回〜）
- TK：矢島由紀子（第1,3回〜）
- デスク：阿部絵里子（第9回）
- 演出補：河﨑千佳子、白井薫、林部海斗、休場遼、李世撛、梅村壮志、平田隼人、赤坂笑子、熊田大樹、久保田彩月（河﨑→第7回〜、休場・白井・林部・李・梅村・赤坂・熊田・久保田→第9回）
- AP：杉本朋子、藤森彩夏、佐藤由美、出浦寿恵、林貴恵（杉本・出浦・林→第7回〜、藤森・佐藤→第9回）
- ディレクター：有瀧希、金光豪、池田翔、須藤将太、五十棲崇之、奈良脩人、池田修大、櫛田健太郎、川村元昭、長谷川雄平、細川祐子、増田貴也（増田→第3,5回〜、細川→第4回〜、有瀧・金光→第5回〜、金光→第1〜4回は演出補、川村→第6回〜、池田翔・須藤・長谷川→第8回〜、池田翔→第6回は演出補、池田修→第6,8回〜、櫛田→第7回〜、五十棲・奈良→第9回、五十棲→第4,5,7回は演出補）
- 演出：中山準士
- プロデューサー：吉無田剛、渡邊文哉（吉無田・渡邊→第9回、吉無田→第1回は編成企画）／向山典子（向山→第6回〜）、長瀬徹、柳井千晴（柳井→第8回〜、第3〜7回はAP）／菅賢治（菅→第2回〜）
- チーフプロデューサー：川邊昭宏（第9回）
- 制作協力：いまじん、ZION、創輝
- 製作著作：日テレ

### 歴代のスタッフ
- 作家：渡邉祐樹（第1～3回）
- TM：江村多加司（第1〜4回）
- CAM：早川智晃（第1,2回）、東武志（第3,4,7回）、田代義昭（第5,6,8回）
- MIX：池田正義（第1回）、藤岡絵里子（第2,7回）、三石敏生（第3回）、大島康彦（第4,5,8回）、山田値久（第6回）
- VE：佐久間治雄（第1,6回）、鈴木昭博（第2,7回）、山口考志（第3回）、三山隆浩（第4回）、八木一夫（第5回）、竹内萌江（第8回）
- 照明：宮田千尋（第1,3回）、粂野高央（第2回）、谷田部恵美（第4回）、小笠原雅登（第5〜7回）、千葉雄（第8回）
- 大道具：前田賢治（第1回）
- 小道具：佐々木洋平（第1〜6回）
- 電飾：池田大介（第1,2,4回）、黒沢裕之（第3,5回）、佐山直也（第6回）
- 編集：橋本治（第1回）、武井大彰（第3回）、岩谷咲（第2～4回）、生田目隼（第2,4〜6回）、亀井美咲（第6回）（スタジオヴェルト）
- MA：小嶋雄介（第2,3,5回）、山田謙一（第4回）、神山幸久（第6,7回）、谷弘明（第8回）
- 映像協力：Phoenix Fly（第6回）
- CG：キャニットG（第1回）
- 広報：柳沢典子（第1回）
- 営業：末岡寛雄（第1回）
- リサーチ：梶谷翔平（第1〜8回）、岡田智樹（第4回）、足柄翔太（第5回）、徳嵩優香（第7回）、エムカク（第8回）
- TK：石島加奈子（第2回）、山岸由佳（第2回）
- デスク：宮城知代（第1〜8回）
- 演出補
  - 第1回：山岡恭典、橋本慎也、大須賀美紀、本田千穂
  - 第2回：田辺貴之、橋本慎也、安部紘志、鈴木亮平、杉浦啓太、大須賀美紀、本田千穂
  - 第3回：小野喬、小林裕樹、反町礎良、小高浩志、杉浦啓太、本田千穂、大須賀美紀
  - 第4回：小林裕樹、山下晴代、吉見謙、加藤一真、山田貴央、本田千穂
  - 第5回：辻潤、瀧本雄将、櫻井野乃太、伊藤実知子、関直輝、兼平孔明、武津岡大介、渡辺隆、倉田隆一、村田遼
  - 第6回：樫尾魅、直原史歩、須藤亜麻音、有本聡、片山恵介、轍桃香、葛生朋美、菅原千詠美、河田里実、植木風佳
  - 第7回：瀧本雄将、寺田健太、河田里実、蔡英之、兼平孔明、伊藤実知子、宮越友里、岸野基生、植木風佳、佐藤圭、石川卓哉、久保陸
  - 第8回：久保陸、北原加歩、今井希、古田ほなみ、陳曉蔚、佐々木伶菜、大塚未結、青木俊人、小椋美沙、永田茉由子
- AP：岸加苗（第1～4回）、前多由香、羽根葵（前多・羽根→第1,2回）、済本明里、灘村満理、中川聡子（済本・灘村・中川→第3回）、成子美里、森川高行（成子・森川→第4回）、矢嶋麻実（第4〜6回）、竹内加奈子（第7回）、飯髙昌宏（第8回、第1,6,7回はディレクター）
- ディレクター：田中友洋、佐々木文恵（田中・佐々木→第1～4回）、深沢博信、小松利光（深沢・小松→第1回）、中野誠（第1,5回）、作井正浩（第1〜6回）、齋藤吉彦、中西裕樹（齋藤・中西→第1〜8回）、土屋正和、藤澤貴之、田中真之（土屋〜田中→第2回）、陣崎行夫（第2～4回）、高橋公彦（第2,6,7回）、田野裕哉（第3〜5回）、吉野真一郎（第3,5回）、田渕公博（第3〜6回）、神野正義（第4回）、村田欣也（第4,5回）、山形和也（第4,7回）、高橋正人（第5回）、児玉章（第5,6回、第4回は演出補）、福司龍太、綾部健二（福司・綾部→第7回）、杉浦啓太（杉浦→第2,3回は演出補、第7回）、金山泰之（第7,8回）、三木茜、齋藤健太、橋田裕元、梅津聡真、渡辺梢子、下村彩人（三木・齋藤健・橋田・梅津・渡辺・下村→第8回）
- 演出：上利竜太（第1回）、内田秀実（第2,3回）
- プロデューサー：岩下英恵（第1〜8回）／名田雅哉（第1〜8回）、小島俊一（第1〜6,8回）、持田順也（第7回）、井上伸正（第8回）
- チーフプロデューサー：田中宏史（第1〜4回）、松岡至（第5,6回）、糸井聖一（第7回）、横田崇（第8回、第1回は編成）

## トラブル
2020年の第9回放送にて、番組に応募された美術品をさんまがプロデュースするという企画の中で紹介されたイラスト1点が、本来の作家名と違う名前で応募された剽窃であると、本来のイラスト作者が自身のSNS上で主張した。日本テレビ側はイラストが主張した人物の作品であることを認めたものの、「間違いだったと訂正する約束」がなされなかったことで、主張した人物と日本テレビ、いまじん、盗作投稿者との和解に至らず、作者は著作権侵害を理由として、訂正や損害賠償などを求めて、大阪地方裁判所に提訴していた。
その後、2021年11月12日に和解が成立したことを受けて、同年12月12日に放送された『誰も知らない明石家さんま』第7回放送の最後に、事例があったことを認め、日本テレビが謝罪するとともに、そのうえで「応募の際には番組ホームページの規約を十分ご確認いただき、必ず自分で描いたオリジナルの画像を添付の上、ご応募ください。他人の絵の応募は固くお断りします」と改めて呼び掛けた。
なお、この影響かどうかは不明だが、これ以降の放送がない。